# Tricotilofagia
Tricotilofagia é um transtorno psiquiátrico em que a pessoa come seu próprio cabelo e/ou unhas. É, na maioria das vezes, acompanhada pela tricotilomania, que é o estado mórbido de quem arranca seus próprios cabelos ou come suas unhas, não apenas roer.
A tricotilofagia acontece devido à depressão, estresse ou outro fator psíquico semelhante.Causando futuramente um problema pulmonar por conta dos cabelos e unhas ingeridos. Durante o ato o paciente sente um certo prazer ao ingerir o bulbo (raiz capilar) junto ao fio como se estivesse num momento de surto mas depois sente remorso ao ver a area degradada pela sua atitude, o mesmo acontece com as unhas. 
Costuma dar muita dor no estômago e pode ter muita dificuldade para emagrecer.